# Heeresflugplatz Altenstadt

i7
i11
i13
Der Heeresflugplatz Altenstadt (ICAO-Code: ETHA) mit der Franz-Josef-Strauß-Kaserne wird von der Luftlande- und Lufttransportschule der Bundeswehr und bis 2024 vom Unteroffiziers-/Feldwebelanwärterbataillon 3 genutzt.

## Geschichte
Die Kasernengebäude wurden von 1937 bis 1940 als Flak-Artillerie-Schule IV nach Plänen des Architekten Robert Roskothen erbaut, der auch für die Gebäude des Flugplatzes Fürstenfeldbruck und des Fliegerhorsts Penzing verantwortlich zeichnete. Zunächst wurden in der Kaserne in Zusammenarbeit mit dem nahegelegenen Fliegerhorst Schongau Soldaten der Wehrmacht an Entfernungsmess- und Horchgeräten sowie an Scheinwerfern ausgebildet.
Nach dem Zweiten Weltkrieg wurde die Kasernenanlage aufgegeben. Erst mit der Entstehung der Bundeswehrgarnison Altenstadt nahm 1956 ein kleiner Arbeitsstab seinen Dienst auf, um aus dem verfallenden Gebäudekomplex eine Schule für die neue deutsche Fallschirmjägertruppe aufzustellen. Im Februar 1958 konnte die Luftlande- und Lufttransportschule den Ausbildungsbetrieb aufnehmen.
Im Jahr 2010 wurde der Gebäudekomplex mit umfangreichen Baumaßnahmen saniert und erweitert.
Im Zuge der am 26. Oktober 2011 verkündeten Bundeswehrreform sollte die Luftlande-/Lufttransportschule aufgelöst werden. Dieser Plan und Überlegungen die Ausbildung nach Oldenburg zu verlegen wurden nach umfassender Prüfung verworfen. Weitere Gebäude werden seit Juli 2013 von einem Unteroffiziers-/Feldwebelanwärterbataillon 3 genutzt.
Im Jahr 2012 gab das Bayerische Landesamt für Denkmalpflege bekannt, dass Teile der inzwischen im Besitz der Bundesanstalt für Immobilienaufgaben befindlichen Anlage unter Denkmalschutz gestellt werden sollen. Betroffen ist der innere Kern der Kaserne. Dazu gehören neben der Messhalle das Wachgebäude mit dem St. Michael Saal, das ehemalige Stabsgebäude der Luftwaffe im Süden, die Unterkunftsgebäude im Westen und Osten, das im Norden den Appellplatz abschließende Wirtschaftsgebäude sowie das östlich vom Wachgebäude abgesetzte Haus München.

## Namensgebung
Seit 1993 ist die Kaserne nach dem verstorbenen langjährigen Landrat von Schongau und Ministerpräsidenten von Bayern Franz Josef Strauß benannt. Dieser war, nachdem er am 1. Juni 1944 zum Oberleutnant befördert worden war, Chef der Stabsbatterie und Offizier für wehrgeistige Führung an der Flak-Artillerie-Schule IV in Altenstadt stationiert.